# Programa Antàrtic dels Estats Units
El Programa Antàrtic dels Estats Units (en anglès: United States Antarctic Program), amb l'abreviació USAP, és una organització del govern dels Estats Units amb presència al continent antàrtic. Amb l'objectiu de coordinar la investigació i el suport operatiu per a la investigació a l'Antàrtida. Els objectius de l'USAP són:
- Ampliar el coneixement fonamental de la regió.
- Fomentar la investigació sobre els problemes mundials i regionals d'importància científica actual (com el canvi climàtic)
- Utilitzar la regió com a plataforma o base per a recolzar les investigacions.[1]

El Programa Polar dels Estats Units fou fundat per l'Oficina de Programes Polars de la Fundació Nacional de Ciències, amb l'objectiu exclusiu de realitzar missions d'investigació a l'Antàrtida.
En l'actualitat, l'USAP manté els 365 dies de l'any 3 estacions d'investigació a l'Antàrtida, es tracten de la Estació McMurdo, l'Estació Amundsen-Scott i l'Estació Palmer), com també diversos campaments estacionals. I, addicionalment, la USAP també manté diversos vaixells d'investigació que naveguen a aigües antàrtiques
El programa de pressupost fiscal per a l'any 2008 fou de 295$ milions de Dòlars dels EU.